# Dihidrocodeină
Dihidrocodeina este un opioid semi-sintetic utilizat ca analgezic puternic (în dureri de intensitate medie sau mare în afecțiuni cronice) sau ca antitusiv. Calea de administrare disponibilă este orală.
Substanța a fost dezvoltată în Germania în 1908 și a fost comercializată începând cu anul 1911.